# Partners In Health

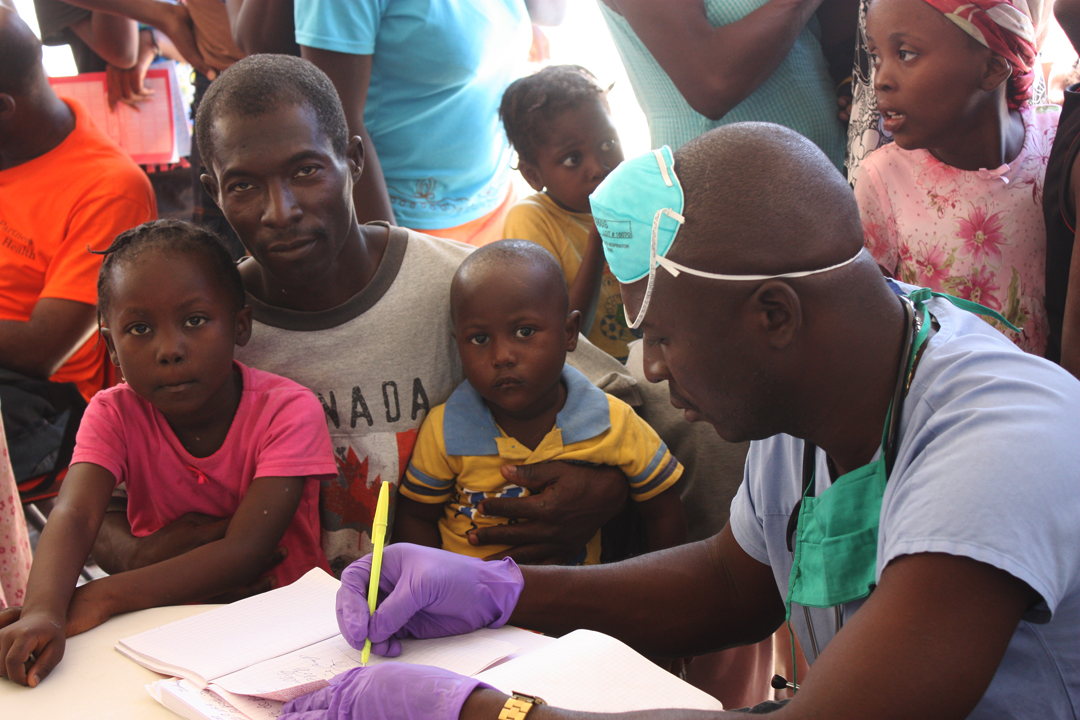
Uma família sendo atendida pela equipe de PIH, em Porto Príncipe, no Haiti, após os terremotos de 2010.

Partners In Health (PIH) é uma organização internacional sem fins lucrativos voltada para a oferta de saúde pública baseada em Boston, EUA. Foi fundada, em 1987, por Paul Farmer, Ophelia Dahl, Thomas J. White, Todd McCormack e Jim Yong Kim.
Partners in Health atua em regiões muito pobres de países em desenvolvimento, como Haiti, Peru, México, Ruanda e Malawi, onde constrói hospitais e outros estabelecimentos de saúde, contrata e treina equipes locais e oferece uma série de serviços, desde atendimento domiciliar até tratamento oncológico. Também busca agir sobre outros fatores determinantes para a saúde da população, como acesso a água potável e alimentação.
Ao invés da caridade, preconiza a lógica do "acompanhamento", que pode ser descrito como "um compromisso obstinado em fazer o que for preciso para dar aos pobres uma condição justa". Apesar de muitos de seus princípios serem baseados na Teologia da Libertação, PIH é uma organização secular. Um de seus pressupostos é colaborar com as autoridades de saúde locais, criando parcerias de longo prazo. PIH obteve pontuação máxima na classificação do Charity Navigator, que avalia organizações sem fins lucrativos.